# Lijst van afleveringen van Don't Trust the B---- in Apartment 23
Dit is een lijst van afleveringen van de Amerikaanse televisieserie Don't Trust the B---- in Apartment 23. De serie telt twee seizoenen.

## Overzicht
| Seizoen | Aantal afleveringen | Uitgezonden                 |  |
| ------- | ------------------- | --------------------------- |  |
| 1       | 7                   | 11 april 2012 – 23 mei 2012 |  |
| 2       | -                   | 23 oktober 2012 – mei 2013  |  |

## Seizoen 1 (2012)
| Nr. | Titel            | Regisseur        | Schrijver(s)                  | Uitzenddatum Verenigde Staten |  |
| --- | ---------------- | ---------------- | ----------------------------- | ----------------------------- |  |
| 1 (1-01) | Pilot            | Jason Winer      | Nahnatchka Khan               | 11 april 2012                 |  |
| June verhuist van Indiana naar New York voor haar nieuwe baan. Maar de firma is failliet nog voor ze er begint te werken, waardoor ze letterlijk en figuurlijk op straat staat. Ze reageert op een advertentie van Chloe. Nog voor ze er intrekt, wordt ze door Robin (de buurvrouw van Chloe) gewaarschuwd om de 'bitch in appartement 23' niet te vertrouwen. En Robin heeft gelijk: Chloe probeert June haar geld af te troggelen en haar terug naar Indiana te sturen. Maar June laat zich niet doen en geeft Chloe een koekje van eigen deeg. |                  |                  |                               |                               |  |
| 2 (1-02) | Daddy's Girl...  | Michael Spiller  | Nahnatchka Khan               | 18 april 2012                 |  |
| Chloe zoekt een date voor June, die heel weigerachtig tegenover het voorstel van Chloe staat. James moet ondertussen acteerlessen geven, maar wordt overal herkend als 'die jongen uit Dawson's Creek', tot zijn eigen grote ergernis. |                  |                  |                               |                               |  |
| 3 (1-03) | Parent Trap...   | Chris Koch       | Sally Bradford McKenna        | 25 april 2012                 |  |
| June begint stage te lopen in een groot bedrijf, en moet dit combineren met haar andere 2 baantjes. Ondertussen maakt Chloe er ook een zootje van, waar June ook nog eens voor moet opdraaien. James is ondertussen in de wolken met zijn nieuwe filmrol. |                  |                  |                               |                               |  |
| 4 (1-04) | The Wedding...   | Chris Koch       | Casey Johnson & David Windsor | 2 mei 2012                    |  |
| June krijgt een uitnodiging voor een huwelijk en dat maakt haar depressief. Chloe probeert haar wat meer zelfvertrouwen te geven, maar doet dit net iets té goed... |                  |                  |                               |                               |  |
| 5 (1-05) | Making Rent...   | Michael Spiller  | Corey Nickerson               | 9 mei 2012                    |  |
| June betrapt Chloe met een van haar trucjes om snel geld te verdienen. Ze verhindert dit, maar de dames moeten nu snel aan geld zien te komen om de huur te betalen. James lanceert ondertussen zijn eigen jeansmerk. |                  |                  |                               |                               |  |
| 6 (1-06) | It's Just Sex... | Nanette Burstein | Billy Finnegan                | 16 mei 2012                   |  |
| Een sekstape van James & Chloe wordt op het internet gegooid, waardoor James vreest voor zijn reputatie. Chloe probeert June ondertussen te overtuigen om alle remmen los te gooien... |                  |                  |                               |                               |  |
| 7 (1-07) | Shitagi Nashi... | Wendey Stanzler  | Casey Johnson & David Windsor | 23 mei 2012                   |  |
| June heeft het moeilijk met Chloes levensstijl, zelfs zo erg dat ze niet kan volgen met drinken en in het ziekenhuis belandt met een alcoholvergiftiging. Ze ontdekt ook dat Chloe de heldin is in een Japanese Manga strip. James is ondertussen jaloers op de grotere kleedkamer die Dean Cain heeft gekregen nu ze beide meedoen aan Dancing with the Stars... |                  |                  |                               |                               |  |

## Seizoen 2 (2012)
| Nr. | Titel                | Regisseur         | Schrijver(s)           | Uitzenddatum Verenigde Staten |  |
| --- | -------------------- | ----------------- | ---------------------- | ----------------------------- |  |
| 8 (2-01) | A Reunion...         | Wendey Stanzler   | Nahnatchka Khan        | 23 oktober 2012               |  |
| James krijgt een brief met de vraag of hij geen zin heeft in een reünie van Dawson's Creek. Chloe vindt het een verschrikkelijk idee, maar June vindt het een geweldig idee en probeert hem te overtuigen toch mee te doen aan de reünie. |                      |                   |                        |                               |  |
| 9 (2-02) | Love and Monsters... | Victor Nelli, Jr. | Sally Bradford McKenna | 30 oktober 2012               |  |
| Halloween is June's favoriete feestdag, zeker nu ze het voor de eerste keer als vrijgezel kan vieren. Maar dan ontdekt ze dat Chloe elk jaar gemene trucjes uithaalt met andere mensen op Halloween, doet ze er alles aan om Chloe tegen te houden. James heeft echter geen zin in het feest en organiseert zijn eigen 'positieve' party ... |                      |                   |                        |                               |  |
| 10 (2-03) | Sexy People...       | Lev Spiro         | Corey Nickerson        | 13 november 2012              |  |
| June is geobsedeerd door de jaarlijkse 'lekkere mannen'-lijst van People Magazine. Chloe vindt haar maar een schaap en vindt dat ze zich niet moet laten beïnvloeden door een boekje om te bepalen wie knap is en wie niet. Om haar punt kracht bij te zetten, probeert ze James op de omslag van het tijdschrift te krijgen.                |                      |                   |                        |                               |  |
| 11 (2-04) | It's A Miracle...    |                   |                        | 20 november 2012              |  |
| ... |                      |                   |                        |                               |  |